# 国民政府教育部旧址
原国民政府教育部旧址，是江苏省南京市的一处民国时代近现代重要史迹及代表性建筑，位于玄武区成贤街43号，2006年入选南京市文物保护单位。